# رحلة داني إلى كوكب المريخ
رحلة داني الى كوكب المريخ هي قصة قصيرة من الخيال العلمي للكاتبة الأمريكية باميلا سارجنت. لقد نشرتها لأول مرة في مجلة الخيال العلمي لإيزاك أسيموف ، في أكتوبر عام 1992.

## ملخص القصة
وبعد السماح بالتطورات الجديدة في الدفع الصاروخي بتمكين رحلة إلى كوكب المريخ في أسابيع بدلاً من أشهر، واقتنع نائب الرئيس دان كويل بالانضمام إلى طاقم مهمته الأولى ويصبح الناجي الوحيد.

## استقبال
فاز فيلم رحلة داني الى كوكب المريخ بجائزة نيبولا لأفضل رواية (1992)،  وكان المرشح النهائي عام 1993 لجائزة هوغو لأفضل رواية.
وصفتها بول دي فيليبو بأنها «هجاء شرير». واعتبرت الشمس-الحارس بإنها «حنونًه» ومشيرة إلى أنه وعلى الرغم من «استهزاء سارجنت بلطف بالقيود الفكرية والروحية لـكويل» وكما انها تجسده على أنه يتمتع بشجاعة حقيقية؛  وبالمثل، اعتبر مارك بيتكافيدج كويل «خافتًا محبوبًا وجادًا». ووصفه جيفري لانديس، والذي كتب في عام 1993، بأنه «ممتع ولكنه عفا عليه الزمن».